# Around the World Live (Jethro Tull)
Around the World Live (2013) è un video del gruppo rock inglese Jethro Tull.

## Formazione
- Ian Anderson - voce, flauto traverso, flauto indiano, chitarra acustica (Disco 1, 2, 3, 4)
- Martin Barre - chitarra elettrica, flauto traverso, chitarra acustica (Disco 1, 2, 3, 4)
- John Evan - tastiere (Disco 1)
- David Palmer - tastiere, sassofono (Disco 1)
- Peter-John Vettese - tastiere (Disco 2)
- Andrew Giddings - tastiere (Disco 2, 3, 4)
- Clive Bunker - batteria (Disco 1)
- Barriemore Barlow - batteria (Disco 1)
- Gerry Conway - batteria (Disco 2)
- Doane Perry - batteria (Disco 2, 3, 4)
- Glenn Cornick - basso (Disco 1)
- John Glascock - basso (Disco 1)
- Dave Pegg - basso (Disco 2)
- Jonathan Noyce - basso (Disco 2, 3, 4)

## Tracce

### Disco 1
Live at the Isle of Wight Festival 1970
1. My Sunday Feeling
2. My God

Live in Tampa, FL 1976
1. Quartet (Intro)
2. Thick As A Brick
3. Wond'ring Aloud
4. Crazed Institution
5. Barre/Drum Solo
6. To Cry You A Song/A New Day Yesterday/Bourée/God Rest Ye Merry Gentlemen
7. Living In The Past/Thick As A Brick
8. A New Day Yesterday (Reprise)
9. Too Old To Rock 'n' Roll, Too Young To Die
10. Minstrel In The Gallery
11. Excerpt from Beethoven's Symphony No. 9 (Molto Vivace)

Live in Munich 1980
1. Aqualung
2. Dark Ages
3. Home
4. Orion
5. Too Old To Rock 'n' Roll, Too Young To Die
6. Cross-Eyed Mary
7. Minstrel In The Gallery
8. Locomotive Breath
9. Dambusters March

### Disco 2
Live in Dortmund 1982
1. Pussy Willow
2. Heavy Horses

Live at the Loreley, Germany 1986
1. Black Sunday

Live in Santiago, Chile 1996
1. Roots To Branches
2. Rare And Precious
3. Thick As A Brick
4. In The Grip Of Stronger Stuff
5. Dangerous Veils
6. Aqualung/Aquadiddly
7. Nothing Is Easy
8. Bourée
9. In The Moneylenders' Temple
10. My God
11. Locomotive Breath

### Disco 3
Live in Hilversum, Holland 1999
1. Some Day The Sun Won't Shine For You
2. Thick As A Brick
3. Locomotive Breath
4. The Secret Language Of Birds
5. Dot Com
6. Fat Man
7. Bourée
8. In The Grip Of Stronger Stuff
9. Interview with Ian Anderson, 1999

Live in London 2001
1. Cross-Eyed Mary
2. Hunt By Numbers
3. My Sunday Feeling

Live at Montreux 2003
1. Some Day The Sun Won't Shine For You
2. Life Is A Long Song
3. Living In The Past

### Disco 4
Live in Lugano, Switzerland 2005
1. Aqualung (Intro)
2. For A Thousand Mothers
3. Nothing Is Easy
4. Jack In The Green
5. Serenade To A Cuckoo
6. Beggar's Farm
7. Boris Dancing
8. Weathercock
9. We Five Kings
10. Up To Me
11. Bourée
12. Mother Goose
13. Empty Café
14. Farm On The Freeway
15. Hymn 43
16. A New Day Yesterday
17. Budapest
18. Aqualung
19. Locomotive Breath
20. Protect And Survive
21. Cheerio